# Niedźwiada Duża
Niedźwiada Duża – wieś w Polsce położona w województwie lubelskim, w powiecie opolskim, w gminie Łaziska.
| SIMC    | Nazwa    | Rodzaj    |
| ------- | -------- | --------- |
| 0385359 | Nieciecz | część wsi |

W latach 1975–1998 miejscowość administracyjnie należała do ówczesnego województwa lubelskiego.
Wieś stanowi sołectwo w gminie Łaziska. Według Narodowego Spisu Powszechnego z roku 2011 wieś liczyła 301 mieszkańców.

## Demografia
| Rok                                                                                              | 2003 | 2006 | 2007 | 2008 | 2009 | 2010 | 2011 | 2012 | 2013 | 2014 | 2015 |
| ------------------------------------------------------------------------------------------------ | ---- | ---- | ---- | ---- | ---- | ---- | ---- | ---- | ---- | ---- | ---- |
| Liczba ludności                                                                                  | 303  | 306  | 306  | 312  | 312  | 312  | 308  | 308  | 302  | 302  | 290  |
| Źródło: Opublikowane dane własne gminy – Liczba mieszkańców podana na koniec roku kalendarzowego |      |      |      |      |      |      |      |      |      |      |      |

## Historia
Początkowo Niedźwiada stanowiła jedną wieś z rodowodem sięgającym XV wieku. Od połowy wieku XV własność wsi była podzielona – początkowo własność szlachecka, od lat 1442–1468 własność szlachecka (obecna Niedźwiada Duża) i klasztoru świętokrzyskiego (obecna Niedźwiada Mała).